# Allycia Rodrigues
Allycia Hellen Rodrigues (Fortaleza, Brasil; 1998) es una peleadora de Muay Thai brasileña que actualmente compite en la categoría de peso átomo de ONE Championship, donde es la actual Campeona Mundial de Muay Thai de Peso Átomo de ONE.

## Carrera de Muay Thai

### ONE Championship
Rodrigues enfrentó a la campeona de muay thai de peso átomo Stamp Fairtex el 28 de agosto de 2020, en ONE Championship: A New Breed, luego de haber ganando el torneo Queens of the Ring. Luego de cinco asaltos, Rodrigues ganó la pelea y el título por decisión mayoritaria.
Rodrigues estaba programada para enfrentar a Janet Todd en una pelea de unificación por el Campeonato Mundial de Muay Thai de Peso Átomo de ONE el 3 de diciembre de 2022, en ONE on Prime Video 5. Sin embargo, Todd se retiró de la pelea el 30 de noviembre, luego de haber dado positivo por COVID-19. El par fue reprogramado para el 25 de marzo de 2023, en ONE Fight Night 8. Rodrigues ganó la pelea por decisión unánime y unificó el título.
Rodrigues está programada para enfrentar a Smilla Sundell por el Campeonato Mundia de Muay Thai de Peso Paja de ONE el 29 de septiembre de 2023, en ONE Fight Night 14.

## Vida personal
Rodrigues tiene un hijo, Josue, nacido el 27 de septiembre de 2021.

## Campeonatos y logros
Profesional
- ONE Championship
  - Campeonato Mundial de Muay Thai de Peso Átomo de ONE (Una vez; actual)
    - Una defensa titular exitosa

## Récord en Muay Thai y Kickboxing
| Récord en Muay Thai y Kickboxing                                                                      | Récord en Muay Thai y Kickboxing | Récord en Muay Thai y Kickboxing | Récord en Muay Thai y Kickboxing               | Récord en Muay Thai y Kickboxing | Récord en Muay Thai y Kickboxing | Récord en Muay Thai y Kickboxing | Récord en Muay Thai y Kickboxing |
| --- | -------------------------------- | -------------------------------- | ---------------------------------------------- | -------------------------------- | -------------------------------- | -------------------------------- | -------------------------------- |
| 32 Victorias, 5 Derrotas                                                                              |                                  |                                  |                                                |                                  |                                  |                                  |                                  |
| Fecha                                                                                                 | Resultado                        | Oponente                         | Evento                                         | Localización                     | Método                           | Ronda                            | Tiempo                           |
| 29-09-2023                                                                                            |                                  | Smilla Sundell                   | ONE Fight Night 14                             | Kallang, Singapur                |                                  |                                  |                                  |
| Por el el Campeonato Mundial de Muay Thai de Peso Paja de ONE.                                        |                                  |                                  |                                                |                                  |                                  |                                  |                                  |
| 25-03-2023                                                                                            | Victoria                         | Janet Todd                       | ONE Fight Night 8                              | Kallang, Singapur                | Decisión (Unánime)               | 5                                | 3:00                             |
| Defendió y unificó el Campeonato Mundial de Muay Thai de Peso Átomo de ONE.                           |                                  |                                  |                                                |                                  |                                  |                                  |                                  |
| 27-09-2020                                                                                            | Derrota                          | Dangkongfah Sittongsak           | Chang Muaythai Kiatpetch, Or.Tor.Gor.3 Stadium | Nonthaburi, Tailandia            | Decisión                         | 5                                | 2:00                             |
| Por el título de peso súper mosca (115 lbs) femenino de Tailandia y la apuesta de un millón de bahts. |                                  |                                  |                                                |                                  |                                  |                                  |                                  |
| 28-08-2020                                                                                            | Victoria                         | Stamp Fairtex                    | ONE Championship: A New Breed                  | Bangkok, Tailandia               | Decisión (Mayoritaria)           | 5                                | 3:00                             |
| Ganó el Campeonato Mundial de Muay Thai de Peso Átomo de ONE.                                         |                                  |                                  |                                                |                                  |                                  |                                  |                                  |
| 04-01-2020                                                                                            | Victoria                         | Thananchanok Kaewsamrit          | Muay Hardcore                                  | Bangkok, Tailandia               | Decisión (Unánime)               | 3                                | 3:00                             |
| 16-11-2019                                                                                            | Derrota                          | Dangkongfah JaosurenoiMuaythai   | Muay Hardcore                                  | Bangkok, Tailandia               | Decisión (Unánime)               | 3                                | 3:00                             |
| 17-03-2019                                                                                            | Victoria                         | Bandera de Tailandia             | Miracle Muay Thai Festival, Fnal               | Ayutthaya, Tailandia             | Decisión                         | 3                                | 2:00                             |
| 17-03-2019                                                                                            | Victoria                         | Dangkongfah KiatphetnoiGym       | Miracle Muay Thai Festival, Semi Fnal          | Ayutthaya, Tailandia             | Decisión                         | 3                                | 2:00                             |
| 09-08-2018                                                                                            | Derrota                          | Nongbiew Thor Thepsutin          | Queen's Birthday                               | Bangkok, Tailandia               | Decisión                         | 5                                | 3:00                             |
| Por el título mundial de 115 lbs de WPMF.                                                             |                                  |                                  |                                                |                                  |                                  |                                  |                                  |
| 28-10-2017                                                                                            | Victoria                         | Thainara Torres                  | Super Girls, Portuarios Stadium                | Itanhaém, Brasil                 | Decisión                         |                                  |                                  |
| 02-2017                                                                                               | Victoria                         | Bruna Menegatti                  | Super Girls, Portuarios Stadium                | Itanhaém, Brasil                 | TKO (Paro Médico)                | 4                                |                                  |
| 01-05-2016                                                                                            | Victoria                         | Ana Valente                      | Sip Sam Dek, Final                             | Brasil                           | Decisión                         | 3                                | 3:00                             |
| 01-05-2016                                                                                            | Victoria                         | Laryssa Nayra                    | Sip Sam Dek, Semi Final                        | Brasil                           | KO (Rodillazos al Cuerpo)        | 3                                |                                  |